# アインシュタイン・タイル

アインシュタイン・タイル

アインシュタイン・タイル（英: Einstein problem）とは、離散幾何学におけるタイル張りの方法の一つで、1種類のみで非周期的タイル張りができるタイルである。
ここでいう「アインシュタイン」は「一つの石」を意味するドイツ語"einstein"から由来しており、物理学者のアルベルト・アインシュタインとは無関係である。

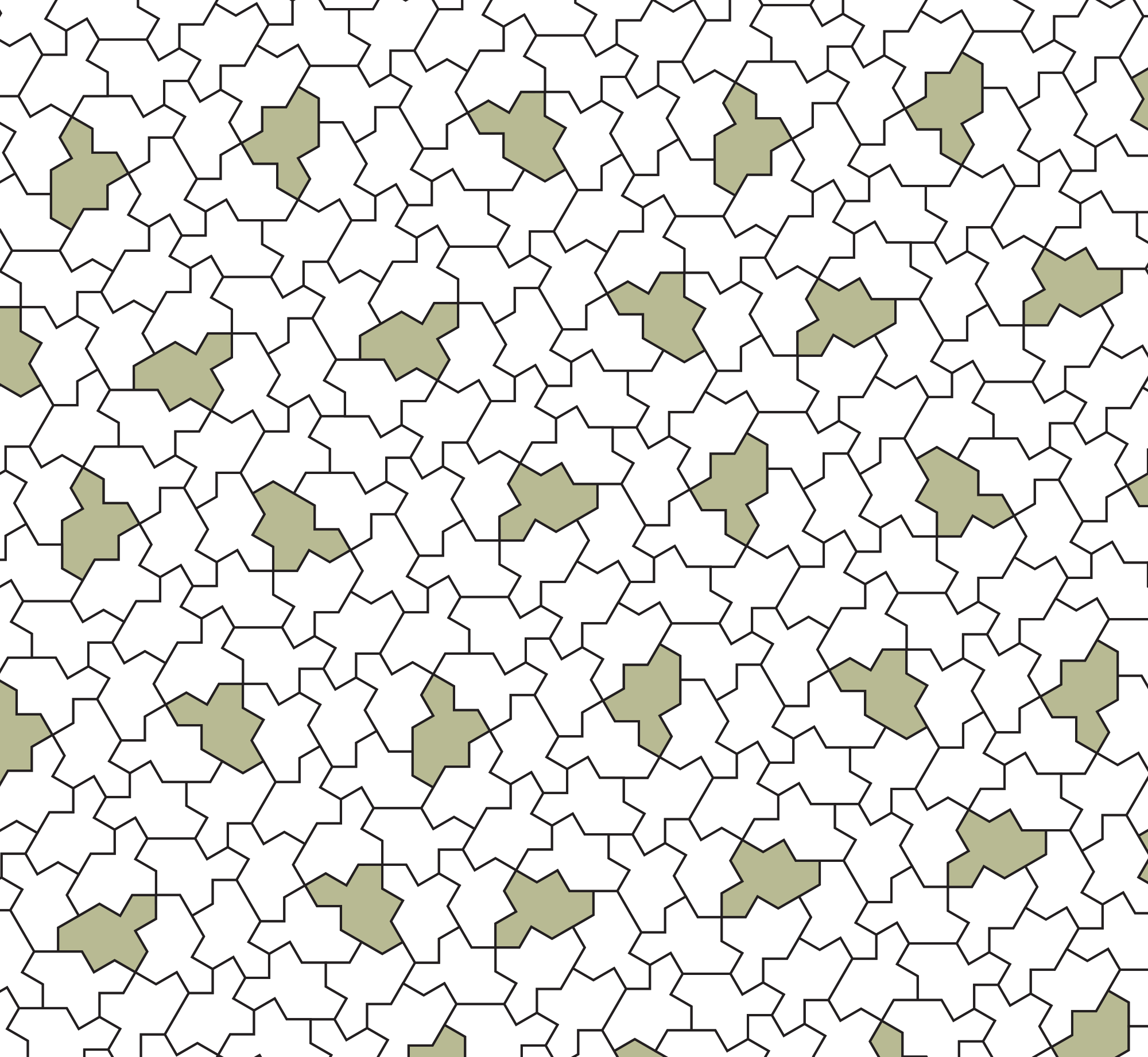
アインシュタインタイルの引き詰め例。

この問題は1990年代に提唱されて以来数学上の未解決問題であったが、 2023年にこの問題を解決する図形が発見されたことによりこの問題は解決された。

## "hat"と"spectre"
2022年11月、アマチュア数学者のデイビット・スミスは"hat"と呼ばれる60°–90°–120°–90°の角度をもつ帆型の図形を提案した。 しかし、この図形を敷き詰めるためには、その鏡像図形も必要であった。
2023年5月、スミスらは"spectres"と呼ばれる平面タイルをプレプリントとして公表した。 この図形は厳密に鏡像非対称性を持っている。